# Alter A.I
 (février 2016).
L'Alter A. I est un chasseur allemand expérimental de la Première Guerre mondiale.
Ce biplan monoplace s'inspire du Nieuport 11 Bébé fut dessiné par Kallweit et Ketterer fut construit par Ludwig Alter-Werke à Darmstadt. Il effectua son premier vol en février 1917 piloté par Georg Sell. Construit en bois avec revêtement bois et toile, il pesait 510 kg en charge avec un moteur 7 cylindres rotatif Goebel Goe II de 110 ch. Armé de 2 LMG 08/15 de 7,92 mm, Il pouvait atteindre 117 km/h et grimper à 3 000 m en 12,8 min. Il fut jugé ni assez solide ni assez performant par l’Idflieg et rejeté.